# Pro TV Plus
Pro TV Plus (stilizat PRO•TV PLUS) a fost un serviciu gratuit de streaming oferit de Pro TV, ce oferă posibilitatea vizionării serialelor și emisiunilor TV marca Pro TV.
De la lansare, secțiunile existente pe site erau Știrile Pro TV, „Seriale” – cu o arhivă cuprinzând toate producțiile marca Pro TV și Acasă TV (numit în trecut Pro 2), „Emisiuni” – cuprinzând arhiva cu edițiile formatelor principale.
La data de 18 aprilie 2018 platforma Pro TV Plus a fost relansată oferind live canalele TV ale grupului Pro (Pro TV, Acasă TV, Acasă Gold, Pro Cinema și Pro Arena) dar și înregistrări ale emisiunilor TV publicate imediat după difuzarea la televizor și disponibile pentru cel mult o săptămână (excepție fac Știrile Pro TV, Vorbește lumea, La Măruță, România, te iubesc!, I Like IT și Ora exactă în sport).
Din toamna lui 2018 Pro TV Plus a lansat un conținut exclusiv online format din emisiuni TV, seriale TV, scurtmetraje și bonusuri din emisiunile și serialele TV difuzate pe Pro TV.
Din 30 martie 2022 Pro TV Plus a introdus în grila platformei două canale TV ucrainene: Espreso TV și Rada TV pentru refugiații ucraineni din România.
Pro TV a închis platforma live Pro TV Plus din 2 octombrie 2023.

## Producții exclusive

### Producții originale

#### Emisiuni
- AutoTrends
- EPlan
- Esca&Escu
- Facem Level
- Ferma: în plus
- How to Tik Tok
- iBani
- Interviurile lui Vitalie
- Interviurile Știrileprotv.ro
- Întrebarea Mesei Rotunde
- Ne dăm în cărți
- Neascultătorii
- Olimpiada mămicilor
- Podcasts de Crăciun
- Profu' - Adevăr sau provocare
- România, știi bine
- ShARE în bucate
- SuperLive cu Mihai Mironică
- Tetelu și Super-invitații săi
- Trending Review cu Daragiu
- Viața bate vlogul
- Viitor cu clasă
- Wine Trips România
- Zi-le libere!
- #NextHastag

#### Scurtmetraje
- Dincolo de Vlad
- Do it youself!
- Food Story
- Guessing Game
- HomeBarista
- Imperiul leilor: Ce nu s-a văzut la TV
- Interviuri cu business-uri inteligente
- Îndrăznește să fii lider
- La perete
- Lecții de viață: Making of
- Joburi de sezon
- Made in România
- Medicii performanței
- Miliția modei
- O vară din cale afară
- Românii au talent: exclusiv online
- Testimoniale Românii au talent
- Testimoniale Vocea României
- Țara Făgărășanului
- Video Story Telling
- #copiinefacmari
- #NeFacemBine
- #StaiAcasă - Arată că-ți pasă!

### Producții achiziționate

#### Emisiuni
- Deșteptarea României
- România în direct
- Piața Victoriei

#### Seriale
- AltKFC
- Friendzone
- Random
- SocialMe
- The Croppers